# Yana Burlakova
Yana Ivanovna Bourlakova (russe : Яна Ивановна Бурлакова), née Tychtchenko (russe : Тыщенко) le 1er août 2000 à Ijevsk, est une coureuse cycliste russe. Elle est spécialiste des épreuves de vitesse sur piste.
Elle est notamment vice-championne du monde de vitesse par équipes en 2021 et championne du monde du 500 mètres contre-la-montre en 2024.

## Biographie
En 2017, Yana Tyshchenko devient à la fois championne du monde et championne d'Europe de vitesse par équipes chez les juniors (moins de 19 ans). Aux championnats du monde sur piste juniors de 2018, elle décroche l'argent sur le 500 mètres et le bronze sur le keirin. Elle domine ensuite les championnats d'Europe juniors où elle gagne les quatre titres des disciplines de vitesse.
Après trois nouveaux podiums aux championnats d'Europe espoirs en 2020 (moins de 23 ans), elle remporte la vitesse par équipes avec Natalia Antonova et Anastasiia Voinova lors de la Coupe des nations à Saint-Pétersbourg en 2021.
En 2021, lors des championnats d'Europe espoirs, elle décroche l'or en vitesse individuelle et par équipes, ainsi que le bronze sur le 500 mètres et le keirin. Aux championnats d'Europe élites suivants, elle est triple médaillée de bronze sur le 500 mètres, keirin et vitesse par équipes. Elle remporte également deux titres nationaux cette année. Aux championnats du monde, elle est médaillée d'argent de la vitesse par équipes et le bronze en keirin.
En 2024, elle fait partie des cyclistes de nationalités sportives russes reconnus par l'UCI comme ayant le statut d'athlète individuel neutre et elle est donc autorisée à participer à des compétitions internationales.

## Vie privée
Au cours de l'année 2022, elle se marie avec Danila Burlakov, qui court également sur piste et change de nom.

## Palmarès sur piste

### Championnats du monde
| Édition / Épreuve          | 500 mètres | Keirin | Vitesse par équipes |
| Montichiari 2017 (juniors) | Bronze     |        | Or                  |
| Aigle 2018 (juniors)       | Argent     | Bronze |                     |
| Roubaix 2021               |            | Bronze | Argent              |
| Ballerup 2024              | Or         |        |                     |

### Coupe des nations
- 2021
  - 1re de la vitesse par équipes à Saint-Pétersbourg (avec Natalia Antonova et Anastasiia Voinova)
  - 2e de la vitesse à Saint-Pétersbourg

### Ligue des champions
- 2021
  - 3e de la vitesse à Londres

### Championnats d'Europe
| Édition / Épreuve          | 500 mètres | Keirin | Vitesse individuelle | Vitesse par équipes |
| Anadia 2017 (juniors)      |            |        |                      | Or                  |
| Aigle 2018 (juniors)       | Or         | Or     | Or                   | Or                  |
| Gand 2019 (espoirs)        | 4e         | 10e    | 4e                   | 4e                  |
| Fiorenzuola 2020 (espoirs) | Bronze     |        | Bronze               | Argent              |
| Apeldoorn 2021 (espoirs)   | Or         | Argent | Or                   | Or                  |
| Granges 2021               | Bronze     | Bronze |                      | Bronze              |
| Heusden-Zolder 2025        |            |        | Or                   |                     |

### Championnats de Russie
- 2019
  - 3e du 500 mètres
  - 3e de la vitesse par équipes
- 2021
  -  Championne de Russie de vitesse par équipes
- 2022
  -  Championne de Russie de keirin
- 2022
  -  Championne de Russie de vitesse par équipes